# Chalung
Der Chalung (oder Kula) ist ein Berg im indischen Unionsterritorium Ladakh.
Der in der Rupshu-Region im Osten von Ladakh gelegene Chalung ist mit 6546 m Höhe die höchste Erhebung im Norden der Gebirgsgruppe Thalda Kurmi.
Eine Erstbesteigung des Chalung gelang am 11. Juli 1997 einer von Tsunso Suziki geführten japanischen Expedition über den Nordwestgrat.